# پائولا رابینسون
پائولا رابینسون (انگلیسی: Paula Robison؛ زادهٔ ۸ ژوئن ۱۹۴۱) نوازندهٔ فلوت، موسیقی‌دان و مربی موسیقی اهل ایالات متحده آمریکا است.
وی یکی از بزرگترین نوازندگان فلوت در میان هم‌نسلان خود محسوب می‌شود.
وی دانش‌آموختهٔ مدرسه جولیارد است و در سالن‌ها و مراکز مهم موسیقی از جمله فیلارمونیک نیویورک، تالار الیس تالی، موزه متروپولیتن نیویورک و مرکز هنرهای نمایشی جان اف کندی به اجرای برنامه پرداخته‌است.